# Oscar Vera
Oscar Vera (León, Guanajuato, México, 10 de marzo de 1986) es un exfutbolista mexicano. Jugaba como lateral o interior por la banda izquierda y su último equipo fue el Club Deportivo Veracruz de la Primera División de México.

## Trayectoria
Carrilero por izquierda surgido de la cantera del Atlas FC que recibe la oportunidad de llegar a Primera División con el primer equipo de los Zorros de la mano del técnico Jorge "Tote" Castañeda el 22 de septiembre de 2007 en un partido Atlas en contra de Jaguares de Chiapas perdiendo como locales 0-1. Ha jugado en varios equipos de Liga de Ascenso como  Académicos, Alacranes de Durango, Coyotes de Sonora, Cruz Azul Hidalgo y Universidad de Guadalajara
En su trayectoria también ha jugado dos torneos InterLiga y la Copa Libertadores 2008 donde llegó a enfrentar a equipos como La Paz FC, Boca Juniors, Colo-Colo, Unión Atlético Maracaibo, Lanús.

## Clubes
| Club                 | País   | Año         |
| -------------------- | ------ | ----------- |
| Alacranes de Durango | México | 2005        |
| Coyotes de Sonora    | México | 2006        |
| Académicos           | México | 2006-2007   |
| Atlas                | México | 2007-2009   |
| Cruz Azul Hidalgo    | México | 2009 -2010  |
| Leones Negros        | México | 2010-2011   |
| Atlante FC           | México | 2011 - 2013 |
| Leones Negros        | México | 2014        |
| Veracruz             | México | 2015 -      |